# العروسان (مسرحية)
العروسان أو المتزوجان حديثا (بالنرويجية: De Nygifte) هي مسرحية نرويجية للكاتب بيورنستيارنه بيورنسون، نُشرت عام 1865. عُرضت المسرحية لأول مرة في مسرح كريستيانيا في 20 ديسمبر 1865 تحت إشراف المؤلف.
عُرضت بشكل متزامن في ستوكهولم وكوبنهاغن وكريستيانيا، وهو شيء لم يحققه أي عمل مسرحي نرويجي من قبل، وسرعان ما عرضت أيضًا على خشبة المسرح في بيرغن وتروندهايم وغوتنبرغ ولينشوبينغ وغيرها من المدن.

## الشخصيات
- لورا: العروس المتعلقة بحب والديها.
- أكسل: الزوج المتبرم من ارتباط لورا الطفولي بوالديها.
- ماتيلدا: صديقة لورا.
- والد لورا: الرجل النبيل الثري.
- والدة لورا: امرأة نبيلة.

## نبذة عن القصة
تقع أحداث الفصل الأول في غرفة معيشة غنية بالأثاث في منزل النبيل وزوجته.  تزوجت ابنتهما لورا للتو وتعيش مع زوجها أكسل في المنزل معهما. في المنزل أيضًا ماتيلدا وهي صديقة للورا غير متزوجة، والتي ساعدت أكسل في إقناع لورا بالزواج منها.
في المشهد الأول، يجلس والد لورا يقرأ الجريدة، بينما أكسل متشوق لحفلة سيقيمها معارف لهما في المساء على شرفه هو ولورا، تتناقش لورا ووالدتها حول الحالة الصحية السيئة للأخيرة. 
من منطلق مراعاة الأم، تعتقد لورا أنها يجب ألا تذهب هي وزوجها إلى الحفلة.  بدأت لورا وأكسل في الجدال وطلب أكسل مرة أخرى من ماتيلدا المساعدة في جعل لورا موالية له بدلاً من والديها.  ومع ذلك ماتيلدا مترددة في مقابلته.  
يخبر أكسل والد زوجته أنه يتعين عليهما - هو ولورا - الانتقال إلى العاصمة لأنه يتعين عليه العمل كمحام في مكتب عمه ولكي يستطيع الشعور بصفته كزوج تحبه زوجته وتتبعه.  يعارض والدا الزوجة هذا في بداية الأمر، لكن أكسل يصر ويقرر الذهاب بصحبة زوجته وماتيلدا التي ستنضم لهما.
بعد مرور عام، قام والدا لورا بزيارتها وزوجها بشكل مفاجئ إلى حد ما في منزلهما.  الزوجان المسنان في طريقهما إلى إيطاليا.
يسبق زيارتهما قراءة ماتيلدا نص قصة قصيرة للورا بصوت عال من إحدى الصحف، تتشابه حبكة أحداثها ببراعة مع حياة أكسل ولورا -حيث لا تحب الزوجة الشابة في القصة زوجها- يتضح أن أكسل قرأه أيضًا من قبل.  تضايق القصة أكسل حيث وجدها أنها تتنبأ بفشل زواجه.  بعد ذلك تصل رسالة مفادها أن والدي لورا سيأتيان قريبًا.
السؤال لحظة قراءة الرسالة كان:بأي غرفة سيقيمان عند مجيئهما؟
يقترح أكسل أن يقيما في غرفته، لكن ماتيلدا تعرض أن يقيما في غرفتها وهي ستشارك لورا غرفتها.  تنزعج لورا وتلقي باللوم على ماتيلدا لدعم الزواج بينها وبين أكسل.  يناقش أكسل وماتيلدا موقفها الصعب، وتشير ماتيلدا إلى أنها لا تمانع في أن تصبح ضحية، لأنها ترى عداوة لورا كعلامة على أنها بدأت تحب زوجها وتهتم به.  تقول ماتيلدا أيضًا أن هدفها في الحياة ليس الزواج، رغم أنها أحبت رجلا ذات يوم.  بدلاً من ذلك، توضح ماتيلد أنها تريد السفر.

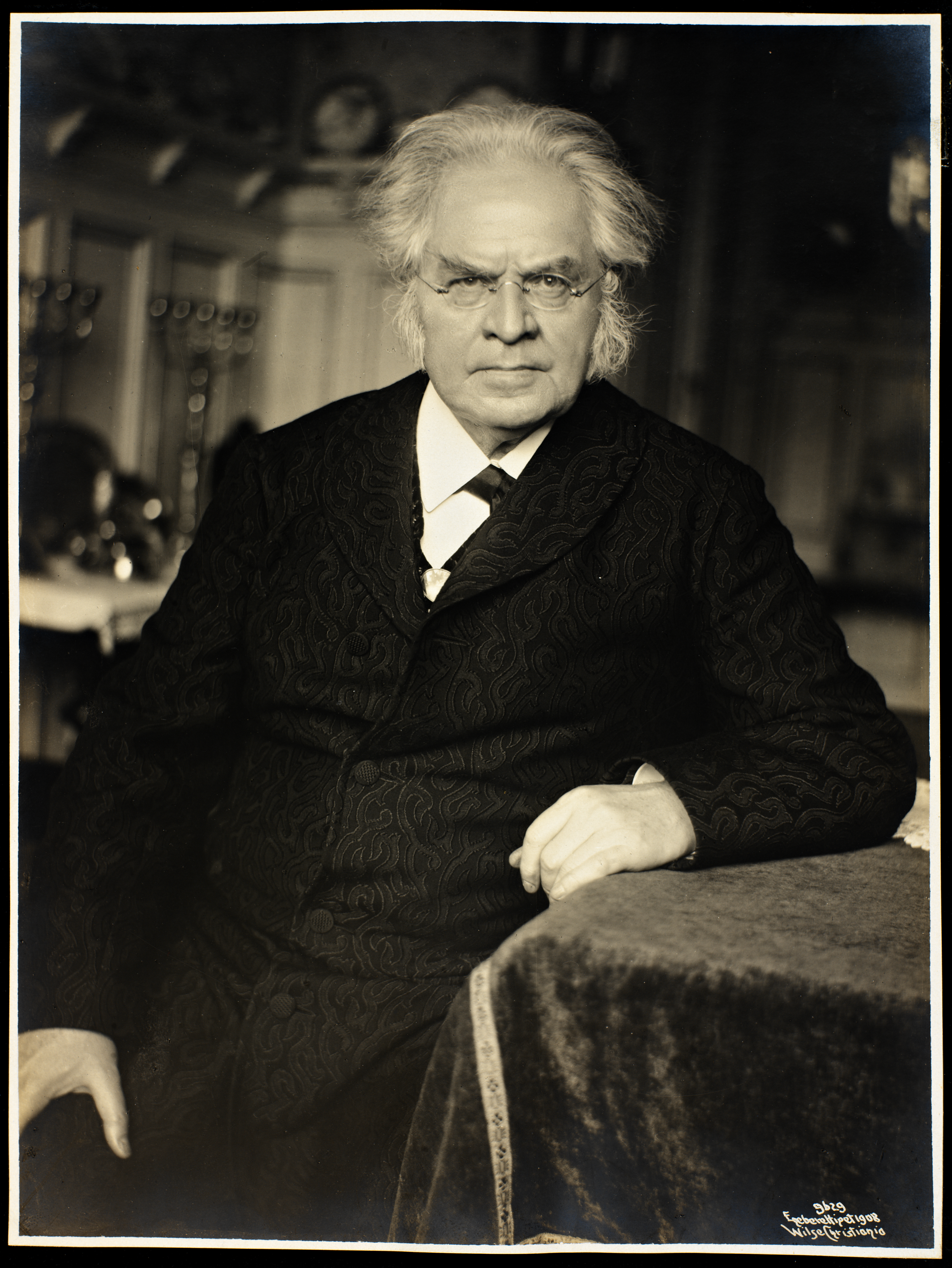
بيورنستيارنه بيورنسون

يأتي والدا الزوج ويتصرف أكسل ولورا بمحبة تجاه بعضهما البعض أمام والديها كنوع من المجاملة لعدم ازعاج والديها. يصبح ذلك التناغم حقيقة في نهاية الجلسة ويبوح كلا الزوجين بحب الآخر وتنكسر كل الحواجز الجليدية بينهما.  
يفسر أهل الزوج هذا على أنه يعني أن الزواج متناغم ويقررون مواصلة رحلتهم، مصطحبين ماتيلدا معهما. التي يتضح بعدها،  أنها هي من رتبت سرا للزيارة المفاجئة وهي كاتبة القصة القصيرة لجمع الزوجين على الحب.  وبينما هم يستعدون لرحيلهم ، تكشف ماتيلدا للزوجين حقيقة ما فعلته لأجلهما.  وتختتم حديثها بعبارة «ستكون روايتي القادمة أفضل مما قرأتماه».

## ظروف التاليف وعلاقتها بيورنسون
كتب بيورنسون "العروسان" في مرحلة مبكرة من مسيرته الأدبية، حين كان لا يزال متأثرًا ببيئته الريفية التي نشأ فيها في منطقة أوبلاند بالنرويج. فقد كان قريبًا من حياة الفلاحين وتقاليدهم، وشاهد عن قرب الصراعات العائلية التي تندلع حول مسائل الزواج والميراث. هذه التجربة الشخصية منحت المسرحية صدقًا واقعيًا جعلها تنبض بالحياة على خشبة المسرح. كما أن بيورنسون كان في تلك الفترة ناشطًا في الدعوة لإحياء الهوية الوطنية النرويجية، فحرص على توظيف الأغاني الشعبية والمظاهر التراثية في النص، ليعكس صورة ريفية أصيلة تُذكّر الجمهور بجذوره الثقافية. ومن خلال "العروسان"، عبّر عن موقفه الإصلاحي الداعي إلى منح المرأة حق اختيار شريك حياتها، في وقت كانت فيه الزيجات كثيرًا ما تُرتّب وفق مصالح العائلات لا وفق مشاعر الأفراد.

## الاهمية الادبية
تُظهر المسرحية اهتمام بيورنسون بإحياء التراث الشعبي النرويجي وتقديمه في قالب مسرحي جذاب، مع دمج الأهازيج والأغاني الشعبية التي تعكس روح المجتمع الريفي وعمق روابطه الثقافية.
تسلط الضوء على التحولات الاجتماعية في النرويج خلال القرن التاسع عشر، خاصةً الانتقال من المجتمع التقليدي القائم على الأعراف الصارمة والسلطة الأبوية، إلى قيم أكثر تحررًا تمنح الفرد حق اختيار مصيره.
مثل كثير من أعماله، تحمل رسالة أخلاقية وإنسانية تدعو إلى الحرية الشخصية والاحترام المتبادل، مع تأكيد على أن الحب الصادق والانسجام الإنساني يمكن أن يتغلبا على الحواجز الطبقية والاجتماعية. كما تُبرز المسرحية رؤية بيورنسون الإصلاحية التي سعى من خلالها إلى ترسيخ قيم المساواة بين الجنسين، وإعلاء شأن الإنسان كقيمة عليا فوق القوانين العرفية الجامدة.

## الاسلوب الفني والبنية الدرامية
اعتمد بيورنسون في "العروسان" على أسلوب يجمع بين الواقعية في رسم الشخصيات والبيئة، والرومانسية في معالجة المشاعر والعلاقات الإنسانية. الحوار بسيط وعفوي، لكنه مشحون بالصور الشعرية المستوحاة من الطبيعة النرويجية، مما يضفي على النص طابعًا غنائيًا. تتوزع البنية الدرامية على مشاهد قصيرة متتابعة، تحافظ على الإيقاع الحي وتخلق توازنًا بين المواقف الكوميدية الخفيفة واللحظات العاطفية المشحونة. كما يوظف الكاتب الأغاني الشعبية والطقوس الريفية ليس فقط كخلفية جمالية، بل كعنصر درامي يشارك في دفع الأحداث وإبراز التوتر بين الفرد والمجتمع.